# Elliotomyia viridicauda
Colibri-verde-e-branco ou beija-flor-peruano (nome científico: Elliotomyia viridicauda) é uma espécie de ave apodiforme pertencente à família dos troquilídeos que inclui os beija-flores. Anteriormente, a espécie se encontrava dentro do gênero Amazilia.
Apenas pode ser encontrada no Peru.
Os seus habitats naturais são: regiões subtropicais ou tropicais húmidas de alta altitude e florestas secundárias altamente degradadas.